# Саксонская Швейцария (национальный парк)
Саксонская Швейцария (нем. Nationalpark Sächsische Schweiz) — национальный парк, расположенный в Саксонии, Германии. Включает в себя геологический регион — Саксонская Швейцария. На территории 93 квадратных километров раскинулся уникальный горный ландшафт. Основа национального парка была заложена ещё в 1956 в ГДР в рамках Программы национальных парков Германии (нем. Nationalparkprogramm der DDR). Современный статус получил вскоре после объединения Германии. В соседней Чехии на территории Чешской Швейцарии расположен национальный парк Чешская Швейцария.

## История
Название Саксонская Швейцария, придумал в 18 столетии немецкий художник швейцарского происхождения — Антон Графф.
Первые попытки сохранить Саксонскую Швейцарию предпринимались ещё с конца XIX по начало XX века. Уникальному ландшафту угрожало сооружение песочных карьеров, строительство дорог в регионе. Уже в 1850 году местность die Tiedgestein im Rathener получила статус природоохранной зоны, за что ратовали многие противники разрушения ландшафта долины Эльбы. Многочисленные акции по защите региона не прекращались и в следующие 60 лет, самые серьёзные были отмечены в 1880, 1896, 1902, 1911 годах.
В 1877 году под эгидой общественности был инициирован запрет на добычу камня и разработку месторождений песчаника путём разрушения нескольких скальных массивов, таких как Бастай, что, впрочем, не полностью защитило регион от попыток уничтожить природные богатства края.
- 1910 — основание общества по защите Саксонской Швейцарии — главного лоббиста защитного статуса региона[6];
- 1912 — заповедный статус получила местность Polenz;
- 1930 — появление идеи о придании заповедного статуса всему региону;
- 1938 — основание заповедника Bastei (7,85 км²);
- 1940 — основание заповедника Polenztal (0,91 км²);
- 1956 — создание национального парка Саксонская Швейцария, площадью 370 кв. км;
- 1957—1986 — постепенное расширение границ национального парка;
- 1990 — передача парка в ФРГ.

## География парка
Национальный парк занимает значительную часть Саксонского района Саксонская Швейцария — Восточные Рудные Горы.
Одним из наиболее главных условий закрепления за природоохранной территорией МСОП статуса национального парка является эффективное деление и дальнейшее сохранение природных динамических зон. Саксонская Швейцария разделена на 4 подобные зоны.
| Корневая зона    | 23 % от общей площади | основной природный резерв парка                         |
| Природная зона А | 37 % от общей площади | открытая для посетителей часть парка                    |
| Природная зона Б | 58 % от общей площади | зона с высокой степенью охраны от деятельности человека |
| Защитная зона    | 38 % от общей площади | зона, за которой постоянно ухаживают сотрудники парка   |

## Ландшафт
Одним из самых посещаемых туристами мест парка является, возвышающийся над Эльбой на 198 метров, огромный каменный скалистый массив Бастай (нем. Bastei). Высота от уровня моря — 305 м. С многочисленных выступов открывается вид на столовые горы и Эльбу. Первая гостиница была сооружена здесь ещё в 1812 году. С тех пор популярность скалы среди туристов объясняется не только причудливой формой массива, но и некоторыми памятными местами. Среди них особо выделяются каменный мост конца XIX века и знаменитая Тропа художников (нем. Malerweg), которую посетило немало известных деятелей искусства, включая большое число живописцев.

## Биосфера

### Фауна
В парке встречаются некоторые виды животных, увидеть которые на остальной территории Германии практически невозможно из-за активности человека. Большинство таких животных нашли свой дом в восточной части парка. Она необитаема, не посещается туристами и прилегает к сходному парку уже на чешской территории. На этих землях осуществляется охрана многих представителей немецкой фауны.
- Птицы: совы, ястребы, дятлы, чёрный аист, зимородок;
- Млекопитающие: 16 из 18 свойственных для Германии видов летучих мышей, дикие кабаны, олени, куницы;
- Рептилии: гадюка и уж;
- Рыбы: форель и лосось.

## Туризм
Национальный парк в некоторых случаях вступает в противоречие с туризмом, т.к. одной из его целей является увеличение его неприкосновенной площади до 75%. Тем не менее, на сегодняшний день в парке существует около 400 км пешеходных дорожек, 49,9 км велосипедных дорожек, а также 755 мест для альпинистских восхождений с около 12600 альпинистскими маршрутами. Национальный парк является частью более крупной зоны отдыха в районе Дрездена.